# Biró Zoltán (erdőmérnök)
Biró Zoltán (Keszthely, 1874. október 20. – Kunszentmiklós, 1954. május 5.) erdőmérnök, miniszteri tanácsos, felsőházi tag.

## Élete
1874-ben született Keszthelyen, Bíró József református tanár és a római katolikus Nimzgorn/Nunzgern Mária fiaként. Középiskoláit a premontreiek keszthelyi és a bencések győri főgimnáziumában végezte, majd a selmecbányai erdőmérnöki főiskolán tanult tovább. Oklevelének megszerzését követően, 1894-ben állami szolgálatba lépett, a máramarosszigeti magyar királyi erdőigazgatóságon. A kötelezően előírt kétesztendei gyakorlati szolgálat után 1896-ban tette le az erdészeti államvizsgát és megszerezte az erdőmérnöki oklevelet. Katonai kötelezettségének mint egyéves önkéntes, a császári és királyi 48. gyalogezredben tett eleget.
1912-ben, mint főerdőmérnököt, a földművelésügyi minisztériumba helyezték át, majd 1917-ben a kormány megbízta a Magyar Szent Korona Országainak Faértékesítő Hivatala vezetésével. Ugyanezen minőségében 1919-ben az erdő- és faügyek országos kormánybiztosának lett a helyettese és a földművelésügyi minisztérium erdészeti osztályának vezetője, de e poszton nem maradt sokáig, már 1920-ban nyugalomba vonult. Onnantól a Magyar Erdőbirtokosok Faértékesítő Részvénytársaság élére állt, mint vezérigazgató, majd 1927-től két éven át magánmérnökként működött. 1929-től kezdve az Országos Erdészeti Egyesületnek volt az ügyvezetője és egyben az Erdészeti Lapok szerkesztője.
Számos közéleti szerepet töltött be: elnöke volt a Magyar Mérnökök és Építészek Nemzeti Szövetségének, tiszteletbeli elnöke a Magyar Fatermelők, Fakereskedők és Faiparosok Országos Egyesületének, alelnöke a Mérnöki Tanácsnak és az Országos Erdőgazdasági Tanácsnak, választmányi tagja a Nemzeti Vadászati Védegyletnek, tagja az Országos Mezőgazdasági Kamara közgyűlésének, a Statisztikai Érték- és Ármegállapító Bizottságnak és az Országos Fagazdasági Tanácsnak, ügyvezetője a földművelésügyi minisztérium tűzifaszállítási igazolvány kirendeltségének. 1939-ben a szervezetek és intézmények által választott felsőházi tagok egyikeként az országgyűlés felsőházának képviselője is lett, mint a mérnöki kamarák jelöltje.
1899-ben Máramarosszigeten kötött házasságot.